# Blaž Janc
Blaž Janc (* 20. November 1996 in Brežice) ist ein slowenischer Handballspieler.

## Karriere

### Verein
Blaž Janc begann das Handballspielen im Alter von zehn Jahren. Ab 2012 stand er beim slowenischen Erstligisten RK Celje unter Vertrag. Im Alter von 15 Jahren wurde Janc erstmals in der EHF Champions League eingesetzt. Mit Celje gewann er 2014, 2015, 2016 und 2017 die slowenische Meisterschaft sowie 2013, 2014, 2015, 2016 und 2017 den slowenischen Pokal. Im Sommer 2017 wechselte er zum polnischen Erstligisten KS Kielce. Mit Kielce gewann er 2018, 2019 und 2020 die polnische Meisterschaft sowie 2018 und 2019 den polnischen Pokal. Seit dem Sommer 2020 steht er beim spanischen Spitzenverein FC Barcelona unter Vertrag. Mit Barcelona gewann er 2020 die Supercopa Asobal, den Katalanischen Supercup sowie 2021 die spanische Meisterschaft, den spanischen Königs- und Ligapokal, die EHF Champions League sowie zu Beginn der Saison 2021/22 die Supercopa Asobal und den katalanischen Supercup. Im Februar 2023 wurde sein bis Juni 2024 laufender Vertrag verlängert bis zum Sommer 2028.

### Nationalmannschaft
Blaž Janc lief anfangs für die slowenische Junioren-Auswahl auf. Bei den Olympischen Jugend-Sommerspielen 2014 in Nanjing gewann er die Goldmedaille. Mittlerweile gehört er dem Kader der slowenischen Nationalmannschaft an. Er nahm an den Olympischen Spielen 2016 teil. Bei der Weltmeisterschaft 2017 gewann er mit dem slowenischen Team die Bronzemedaille. Bei der Europameisterschaft 2020 belegte er mit Slowenien den vierten Platz und wurde in das All-Star-Team gewählt. Bei den Olympischen Sommerspielen 2024 wurde er ebenfalls in das All-Star-Team gewählt. Bei der Weltmeisterschaft 2025 warf er 24 Tore in sechs Spielen und belegte mit dem Team den 13. Platz.

### Erfolge
- mit dem RK Celje
  - Slowenischer Meister: 2014, 2015, 2016 und 2017
  - Slowenischer Pokalsieger: 2013, 2014, 2015, 2016 und 2017
  - Slowenischer Supercupsieger: 2014, 2015 und 2016
  - EHF-Spieler des Monats Oktober 2016

- mit Vive Kielce
  - Polnischer Meister: 2018, 2019 und 2020
  - Polnischer Pokalsieger: 2018, 2019 und 2020

- mit dem FC Barcelona
  - Spanischer Meister: 2021, 2022, 2023 und 2024
  - Spanischer Königspokalsieger: 2021, 2022, 2023
  - Spanischer Ligapokalsieger: 2021, 2022, 2023, 2024, 2025
  - Spanischer Supercupsieger: 2020 und 2021
  - Iberischer Supercupsieger: 2022, 2023, 2024
  - Katalanischer Supercupsieger: 2020, 2021, 2022, 2023, 2024
  - EHF-Champions-League-Sieger: 2021, 2022 und 2024

- mit der Nationalmannschaft
  - Olympische Jugend-Sommerspiele: Gold 2014
  - Weltmeisterschaft: Bronze 2017
  - Europameisterschaft: All-Star-Team 2020

## Privates
Sein jüngerer Bruder Mitja Janc spielt ebenfalls Handball.